# Salesianos do Estoril
Os Salesianos do Estoril (antes chamada de Escola Técnica e Liceal Salesiana de Santo António do Estoril) é uma escola privada católica fundada em 1933, localizada na União de freguesias de Cascais e Estoril, Município de Cascais, em Portugal. Pertence à Fundação Salesianos e é orientada por padres e irmãos da Congregação Salesiana, congregação religiosa esta que se dedica fundamentalmente à educação dos mais jovens.
É composta por ensino infantil, pré-escolar, 1º Ciclo, 2º Ciclo, 3o ciclo e ensino Secundário, sendo assim para jovens entre os 3 e os 18 anos. Tendo neste momento cerca de 2000 alunos, 150 professores e 160 funcionários e auxiliares da ação educativa.
A escola procura que a pedagogia de Dom Bosco (São João Bosco) esteja sempre presente no ato educativo, pondo em prática o sistema preventivo baseado no trinómio: razão, religião e amabilidade.

## História
- Antes de 1910, os atuais terrenos pertencentes aos Salesianos do Estoril  eram constituídos por uma mata e pelo convento de Santo António dos Franciscanos. Após a expulsão das ordens religiosas em 1910, D.ª Ana Teresa Goulard de Vasconcelos compra os terrenos e funda a Fundação "Asilo de Santo António do Estoril".
- A 14 de Janeiro de 1931 vieram para o Estoril os primeiros Salesianos. O Pe. José da Silva Lucas para a função de Director e o Irmão José Joaquim da Silva.
- A 9 de Janeiro de 1933 foram iniciadas as atividades lectivas.
- A 7 de Outubro de 1933 inicia-se no Estoril a Casa de Noviciado (Casa de formação para os que desejam ser salesianos). Que permanecerá lá até 1938.
- Em Novembro de 1933 principia-se as atividades do Oratório Festivo - Obra destinada a acolher e a ocupar os jovens nos seus tempos livres.
- Em 1950 inauguram-se o atual Edifício de Aulas e o atual Salão de Teatro.
- No ano a seguir é solenemente benzida a a atual Capela.
- Em 1986 é inaugurado o atual Pavilhão de Aulas do 1º Ciclo. Inauguração esta aonde estiveram presentes o ministro da educação, Dr. João de Deus Pinheiro e o Cardeal Patriarca, D. António Ribeiro.
- Em 1995 foram renovados o Edifício de Aulas, a Portaria e espaços envolventes e Campos de Jogos.
- Em 1997 é inaugurado o Pavilhão Gimnodesportivo.
- Em 1999 é inaugurado o atual bar e o atual Salão de Jogos.
- Em 2000 é inaugurada a atual Cantina.
- Em 2009 é inaugurada a atual biblioteca.
- Em 2014 é renovado o Campo Central de Jogos.
- Em 2014 é fundado o Musicentro do Estoril.
- Em 2016 é construída uma nova enfermaria, encerrando a antiga que deu lugar a novas salas de aulas. Foram também construídos dois novos laboratórios, a nova papelaria, pastoral  e secretaria.
- Em 2018 é construída a nova sala de dança e requalificado o pavilhão 2.

## Identidade
Sendo os Salesianos do Estoril uma escola católica, esta propõe-se ser uma casa que acolhe, paróquia que evangeliza, escola que forma para a vida e lugar de encontro entre amigos que sabem viver em alegria. O seu objetivo é criar, como disse Dom Bosco, o fundador dos Salesianos, "honestos cidadãos e bons cristãos", ou seja para formar cidadãos ativos, responsáveis, com consciência cívica, alicerçados em valores tão essenciais, nos dias de hoje, como a justiça, a verdade e a solidariedade.
A Escola rege-se por várias propostas:

### Proposta Cristã
A escola desenvolve a sua missão baseando-se nos pilares evangélicos que se refletem em toda a sua ação educativa.
Promove a formação integral da pessoa baseada nos valores cristãos.

### Proposta Educativa
A escola procura estar ao serviço dos jovens, esforçando-se por despertar e promover o desenvolvimento integral e harmónico da pessoa.
Então, propõe-se a criar o ambiente necessário de vida e testemunho cristão que leve à formação integral da pessoa.

### Proposta Escolar
Os Salesianos do Estoril empenham-se na formação intelectual e cultural, atendendo aos currículos e conteúdos programáticos vigentes no país.

### Proposta Salesiana
Inspira-se no método pedagógico praticado por S. João Bosco - o sistema preventivo - cujos  princípios fundamentais são a Razão, a Religião e a Amabilidade e que se traduz:
- Numa atitude acolhedora, simples e natural que favorece a confiança;
- Numa amizade e espírito de família que facilitam a compreensão e o convívio;
- Num otimismo e alegria que imprimem a todas as relações pessoais um estilo juvenil;
- Numa presença educativa cordial através do convívio constante do educador com os alunos.
- Está ao serviço da evangelização e da catequese.
- Desenvolve o espírito de família, através da procura, do encontro, do acolhimento e do diálogo.
- Insere-se na zona em que está situada, contribuindo para a sua promoção, através da animação de serviços culturais e educativos.
- Anima atividades recreativo-desportivas, em ordem a um equilibrado desenvolvimento corporal, psíquico e social.
- Incentiva a prática de atividades para a ocupação de tempos livres.

## Instalações
Os Salesianos do Estoril têm um refeitório de cestos e uma cantina, 3 auditórios, 4 laboratórios "muito bem apetrechados",  um renovado musicentro, um centro de exposições, um bar escolar, uma Igreja, papelaria, salas de informática e um muito agradável, vistoso e muito bem equipado Centro de Recursos e por vários espaços desportivos nomeadamente 2 pavilhões e 1 ginásio, 4 campos, sendo que um tem as medidas oficiais e tem piso sintético.

## Atividades Curriculares
Nos Salesianos do Estoril, as atividades extracurriculares e o tempo passado ao ar livre são uma prioridade.

### O Desporto
O desporto esteve sempre presente, como  Basquetebol, futsal e hóquei. Em 1961, foi criada a Associação da Juventude Salesiana, que se dedicou especialmente ao hóquei em patins, tendo ganho em 1963 o campeonato regional e nacional de juniores. No Campeonato do Mundo de Hóquei em Patins em patins realizado no Chile em 1980, quatro jogadores dos cinco presentes, estudaram  nos Salesianos do Estoril.

## Ranking das Escolas (Secundário)
Os Salesianos do Estoril -Escola são considerados uma das melhores escolas do país em termos de resultados, estando por isso, na maioria dos anos nos primeiros lugares do Ranking das Escolas do Secundário.
| Ano  | Posição Nacional | Posição Distrital |
| ---- | ---------------- | ----------------- |
| 2008 | 2º               | 2º                |
| 2009 | 6º               | 3º                |
| 2010 | 8º               | 3º                |
| 2011 | 19º              | 9º                |
| 2012 | 11º              | 6º                |
| 2013 | 7º               | 5º                |
| 2014 | 4º               | 3º                |
| 2015 | 17º              | 7º                |
| 2016 | 4º               | 1º                |
| 2017 | 13º              | 6º                |
| 2018 | 3º               | 2º                |